# Polimetria
Polimetria (gr. polýs, czyli liczny i metron, czyli miara) – termin muzyczny mający dwa znaczenia:
1. określa nałożenie na siebie różnych podziałów metrycznych (poszczególne głosy utworu zapisane są w innym metrum) → polimetria symultatywna
2. inaczej jest to metrum mieszane, czyli często zmieniające się w trakcie przebiegu utworu → polimetria sukcesywna

Polimetria występuje bardzo często w utworach dwudziestowiecznych, np. w kompozycjach Béli Bartóka.